# Babcockiella emaciata
Babcockiella emaciata är en stekelart som beskrevs av John M. Heraty 2002. Babcockiella emaciata ingår i släktet Babcockiella och familjen Eucharitidae.
Artens utbredningsområde är Zimbabwe. Inga underarter finns listade.